# Pecatonica (Illinois)
Pour les articles homonymes, voir Pecatonica (homonymie).
Le village de Pecatonica est situé dans le comté de Winnebago, dans l’État de l’Illinois, aux États-Unis. Sa population s’élevait à 2 195 habitants lors du recensement de 2010, estimée à 2 111 habitants en 2016.

## Source
- (en) Cet article est partiellement ou en totalité issu de l’article de Wikipédia en anglais intitulé « Pecatonica, Illinois » (voir la liste des auteurs).